# Нурець-Станція (гміна)
Гміна Нурець-Станція (пол. Gmina Nurzec-Stacja) — сільська гміна у східній Польщі. Належить до Сім'ятицького повіту Підляського воєводства.
Станом на 31 грудня 2011 у гміні жило 4323 особи.

## Територія
Згідно з відомостями за 2007 рік площа гміни становила 214.96 км², у тому числі:
- орні землі: 50.00%
- ліси: 43.00%

Отже площа гміни становить 14.73% площі повіту.

## Населення
Станом на 31 грудня 2011:
| Опис     | Загалом | Загалом | Чоловіки | Чоловіки | Жінки | Жінки |
| -------- | ------- | ------- | -------- | -------- | ----- | ----- |
| одиниця  | осіб    | %       | осіб     | %        | осіб  | %     |
| все      | 4323    | 100     | 2133     | 49.34    | 2190  | 50.66 |
| міське   | 0       | 100     | 0        |          | 0     |       |
| сільське | 4323    | 100     | 2133     | 49.34    | 2190  | 50.66 |

## Сусідні гміни
Гміна Нурець-Станція межує з такими гмінами: Мельник, Милейчиці, Сім'ятичі, Черемха.